# Taniec dworski
Taniec dworski – forma tańca, która ukształtowała się pod koniec średniowiecza i była popularna do XVIII w. na najbogatszych dworach europejskich, wśród koronowanych głów, najwyższej arystokracji i dworzan. Największym powodzeniem cieszył się na dworach włoskich, francuskich i angielskich. Kiedy rozrywce tego typu zaczęto poświęcać coraz więcej czasu, powstał nowy zawód organizatora zabaw, prototyp choreografa.
Tańce dworskie są zaliczane do tańców historycznych. Niektóre z nich wywodzą się z tańców ludowych. Na temat ich rozwoju w nowożytnej Europie mówią artykuły:
- taniec w średniowieczu
- taniec w renesansie

Pierwszym znanym z nazwiska twórcą tańców dworskich był Domenico da Piacenza. Z czasem taniec dworski przerodził się w taniec salonowy.
Najbardziej znane rodzaje tańca dworskiego to:
- allemande
- basse danse - taniec niski
- branle
- chaconne
- courante (kurant)
- forlane
- galiarda – gaillarde
- gawot – gavotte
- gigue
- loure
- menuet
- musette
- nachtanz
- kontredans – contredanse
- passacaglia
- passamezzo
- passepied
- pawana – pavane
- piva
- rigaudon
- saltarello – saltarelle
- sarabanda – sarabande